# Harald Wiesmann
Harald Wiesmann (Harald Julius Robert Gustav Wiesmann; přezdívaný Bůh Kladna; 22. dubna 1909, Krefeld – 24. dubna 1947, Praha) byl německý důstojník SS v hodnosti SS-Hauptsturmführer a válečný zločinec, zodpovědný za vyhlazení obce Lidice.
Wiesmann působil od 1. října 1939 až do 30. září 1943 jako velitel služebny gestapa v Kladně (před tím krátce v Kolíně a Benešově). Zde s ním sloužila i jeho žena Gudula Wiesmannová. Odtud byl ale kvůli porušování interních předpisů odvolán a přeložen do Prahy a později do Varšavy, kde byl povýšen na kriminálního radu. Na místě kladenského velitele gestapa ho nahradil SS-Hauptsturmführer Heinrich Gottschling.
V Kladně nechal v roce 1940 vězni postavit novou budovu gestapa, později sídlo Okresního národního výboru a poté kanceláří magistrátu města, naproti gymnáziu v Kladně v ulici Cyrila Boudy.
Jeho matka, Lili Wiesmannová napsala 25. ledna roku 1947 dopis, ve kterém žádá o milost prezidenta Edvarda Beneše. Píše v něm:
Žádost o milost Jeho Excelenci panu prezidentu československé republiky dr. Edvardu Benešovi v Praze.
Můj syn Harald Wiesmann je obžalován před lidovým soudem v Kladně. Není mi známo, kdy bude termín.
Vím, že se můj syn cítí nevinen, protože u každého svého činu jednal jen na rozkaz. Jelikož jeho představený úřad jej měl za příliš lidského, nebyl po celá dlouhá léta vůbec povýšen.
Milost však byla zamítnuta a Harald Wiesmann byl popraven oběšením 24. dubna 1947 v Praze v Pankrácké věznici. Jeho tělesné ostatky se nacházejí v hromadném hrobě na hřbitově v Ďáblicích.

## Ohlas v kultuře
- BRANALD, Adolf. Dva muži v jedné válce (1979), román (s autentickými reáliemi) z druhé světové války, ve kterém autor proti sobě staví velitele kladenského gestapa Haralda Wiesmanna a dělníka Josefa Pryla, pracovníka komunistického ilegálního hnutí.
- V českém filmu Lidice (2011) jeho postavu ztvárnil Joachim Paul Assböck.